# Bitwa pod Ignalinem
Bitwa pod Ignalinem – walki polskiego Białostockiego pułku strzelców i Słuckiego pułku strzelców z 15 Dywizją Kawalerii 3 Korpusu Gaja Gaja w okresie lipcowej ofensywy Frontu Zachodniego Michaiła Tuchaczewskiego w czasie wojny polsko-bolszewickiej.

## Geneza
W pierwszej dekadzie lipca przełamany został front polski nad Autą, a wojska Frontu Północno-Wschodniego gen. Stanisława Szeptyckiego cofały się pod naporem ofensywy Michaiła Tuchaczewskiego. Naczelne Dowództwo nakazało powstrzymanie wojsk sowieckiego Frontu Zachodniego na linii dawnych okopów niemieckich z okresu I wojny światowej. Ściągnięta z polsko-litewskiej linii demarkacyjnej 2 Dywizja Litewsko-Białoruska gen. Aleksandra Boruszczaka obsadzała rubież obrony Skajtaszyle – Korkożyszki – Dubinka. Oddziały IV Brygady Litewsko-Białoruskiej oraz 8 Dywizja Piechoty obsadziły linię Dzisny. 

## Walczące wojska
| Jednostka                      | Dowódca                    | Podporządkowanie     |
| Wojsko Polskie                 |                            |                      |
| 2 Dywizja Litewsko-Białoruska  | gen. Aleksander Boruszczak | Front Północny       |
| IV Brygada Litewsko-Bialoruska | ppłk Stefan Pasławski      |                      |
| ⇒ Białostocki pułk strzelców   |                            | 2 D L-B              |
| → I/ Białostockiego ps         | kpt. Lewicki               |                      |
| ⇒ Słucki pułk strzelców        |                            | 2 D L-B              |
| → I/ Słuckiego ps              |                            |                      |
| pociąg pancerny „Mściciel”     |                            |                      |
| Armia Czerwona                 |                            |                      |
| 15 Dywizja Kawalerii           | Aleksandr Matuzienko       | 3 Korpus Kawalerii   |
| 10 Dywizja Kawalerii           |                            | 3 Korpus Kawalerii   |
| 164 Brygada Strzelców          |                            | 55 Dywizja Strzelców |

## Walki pod Ignalinem
Zaskoczone szybkością działania sowieckiego 3 Korpusu Kawalerii Gaja Gaja dowództwo polskie wysyłało na trasę jego przypuszczalnego marszu oddziały nie w pełni zorganizowanej i wyszkolonej 2 Dywizji Litewsko-Białoruskiej. 8 lipca 1920 do walki mogły wejść jedynie dwa bataliony Słuckiego pułku strzelców, batalion Białostockiego pułku strzelców i jedna bateria artylerii. W tym samym czasie sowiecka 15 Dywizja Kawalerii zajęła Dukszty i weszła w rejon Ignalina. 
9 lipca Sowieci uderzyli na stację Ignalino. Zgrupowani na niej kucharze i taboryci 2 Dywizji Litewsko-Białoruskiej odparli pierwszy atak. Chwilę po walce na stację dotarł I batalion Białostockiego pułku strzelców. Tu dowódca IV Brygady Litewsko-Białoruskiej płk Stefan Pasławski nakazał dowódcy batalionu zająć pozycje obronne na południe od tej miejscowości.
W południe spieszona sowiecka kawaleria zaatakowała nowo przybyły batalion. Do 20.00 trwały zacięte walki. W jej wyniku batalion wycofał się do Nowo-Święcian. W międzyczasie pod Ignalino podeszły pozostałe oddziały 15 Dywizji Kawalerii. Stojący w Nowo-Święcianach batalion Słuckiego pułku strzelców otrzymał od dowództwa IV BLB rozkaz dokonania wypadu. Wypad wspierać miał pociąg pancerny „Mściciel”. 
Zajęta walką z batalionem pułku białostockiego sowiecka 15 DK nie prowadziła należytego rozpoznania, a uderzenie Słuckiego ps całkowicie zaskoczyło czerwonoarmistów. Jej oddziały poniosły znaczne straty i pospiesznie wycofały się spod Ignalina, meldując przy tym o ataku „znacznych” sił polskiej piechoty. Na pole bitwy musiał osobiście przybyć Gaja Dmitrijewicz Gaj, gdzie zatrzymywał i rugał uchodzące w panice oddziały. Pod Ignalino skierował oddaną do dyspozycji korpusu 164 Brygadę Strzelców i jedną z brygad 10 Dywizji Kawalerii. Uderzenie przygotowane przez Gaja trafiło w próżnię, bowiem batalion polski wycofał się wcześniej do Nowo-Święcian.

## Bilans walk
Działania dwóch batalionów z Białostockiego i Słuckiego pułku strzelców, wsparte pociągiem pancernym, wprowadziły wiele zamieszania w szeregach 3 Korpusu Kawalerii Gaja Gaja i o cały dzień opóźniły jego marsz.